# Bokaro Steel City
Bokaro Steel City ist eine Stadt im indischen Bundesstaat Jharkhand.
Die Stadt Bokaro Steel City (wörtlich übersetzt „Bokaro-Stahlstadt“) bildet das Verwaltungszentrum des Distrikts Bokaro im Osten von Jharkhand auf einer Höhe von 224 m. Bokaro Steel City liegt 90 km ostnordöstlich von Ranchi, der Hauptstadt von Jharkhand.
Das Flüsschen Garga trennt Bokaro Steel City von der südöstlich angrenzenden Stadt Chas. Knapp 10 km nördlich von Bokaro Steel City strömt der Fluss Damodar in östlicher Richtung. 
Die Stahlfabrik Bokaro Steel Plant wurde ab 1965 errichtet. 
Beim Zensus 2011 hatte Bokaro Steel City 414.820 Einwohner.
Am 9. Februar 2015 wurde Bokaro Steel City mit Chas zu einer Municipal Corporation vereinigt. Dies wurde jedoch wieder rückgängig gemacht.  